# Знову вдома (фільм)
«Знову вдома» — романтична кінокомедія про мати-одиначку, яка повернулася додому та почала нове життя, впустивши в свій будинок трьох молодих людей.

## Сюжет
Еліс Кінні розійшлася зі своїм чоловіком і повернулась з двома донечками додому в Лос-Анджелес. Зустрівшись з друзями, Еліс знайомиться з трьома молодими чоловіками. Гості вранці бачать сценарії, фото та з'ясовують, що нова знайома — донька відомого режисера.
Мама підштовхує Еліс здати в оренду частину будинку Гаррі, Джорджу та Тедді і вони стають частиною їхнього життя: допомагають з вебсайтом, наглядають за доньками, розважаються разом. Водночас чоловіки намагаються знайти кінокомпанію, яка б взялася знімати фільм за їхнім сценарієм, а Еліс отримала роботу дизайнера інтер'єру у Зої. Та жінка не очікувала, що її не будуть сприймати серйозно. Несподівано повертається чоловік головної героїні, але вона наполягає на розлученні.
Гаррі, Джордж та Тедді знаходять собі квартиру. Невдовзі вони зацікавили інвесторів, але відмовляються, бо погляди на проект у них різні. Вони встигають на виставу Розі, яку глядачі високо оцінили.

## У ролях
| Актор              | Роль           |
| ------------------ | -------------- |
| Різ Візерспун      | Еліс Кінні     |
| Піко Александер    | Гаррі Дорсі    |
| Джон Рудницький    | Джордж Епплтон |
| Нет Вульфф         | Тедді Дорсі    |
| Майкл Шин          | Остін Кінні    |
| Кендіс Берген      | Ліліан Стюарт  |
| Лейк Белл          | Зої            |
| Рейд Скотт         | Джастін Міллер |
| Доллі Веллс        | Трейсі         |
| Джен Кіркмен       | Корі           |
| Лола Флейнері      | Ізабель        |
| Еден Грейс Редфілд | Розі           |
| Крістін Вудс       | дівчина        |

## Створення фільму

### Виробництво
Зйомки фільму проходили в Лос-Анджелесі, Каліфорнія, США.

### Знімальна група
- Кінорежисер — Голлі Меєрс-Шаєр
- Сценарист — Голлі Меєрс-Шаєр
- Кінопродюсери — Ненсі Меєрс, Еріка Олд
- Композитор — Джон Дебні
- Кінооператор — Дін Канді
- Кіномонтаж — Девід Білоу
- Художник-постановник — Еллен Брілл
- Артдиректор — Бріанна Гортон
- Художник-декоратор — Ніколь Кейтс
- Художник з костюмів — Кейт Бріен Кітц
- Підбір акторів — Кортні Брайт, Ніколь Деніелс[3].

## Сприйняття
Фільм отримав змішані відгуки. На сайті Rotten Tomatoes оцінка стрічки становить 32 % на основі 120 відгуків від критиків (середня оцінка 4,8/10) і 47 % від глядачів із середньою оцінкою 3,1/5 (8 676 голосів). Фільму зарахований «гнилий помідор» від кінокритиків та «розсипаний попкорн» від глядачів, Internet Movie Database — 5,7/10 (11 614 голоси), Metacritic — 41/100 (29 відгуків від критиків) і 5,4/10 (26 відгуків від глядачів).

## Виробництво
У травні 2016 року оголосили, що Роуз Бірн отримала роль у фільмі, а сценаристом і режисером виступила Геллі Меєрс-Шаєр. Ненсі Меєрс й Еріка Олд будуть продюсерами. У серпні 2016 рок оголосили, що Різ Візерспун замість Берн. У жовтні 2016 року до акторського складу приєдналися Кендіс Берген, Майкл Шин і Рід Скотт, а в листопаді 2016 року — Джон Рудницький, Лейк Белл, Нат Вульф і Піко Александр.